# Wskaźnik kwintylowego zróżnicowania dochodów
Wskaźnik kwintylowego zróżnicowania dochodów – stosunek sumy dochodów uzyskanych przez 20 procent osób o najwyższym poziomie dochodów w badanym zasobie ludzkim do sumy dochodów uzyskiwanych przez 20 procent osób o najniższym poziomie dochodów w tym samym zasobie. 
Jest to jeden z podstawowych wskaźników wykluczenia społecznego, jak również jeden z dwóch (obok współczynnika Giniego) podstawowych mierników służących do oceny nierówności rozkładu dochodów w krajach członkowskich Unii Europejskiej.